# Flavian Fedea
Arhiepiscopul Flavian (născut Fiodor Fedea, rusă Фёдор Иванович Федя; 24 februarie 1971, Măcin) este un cleric Ortodox rus de rit vechi (lipovenesc), care îndeplinește în prezent demnitatea de Arhiepiscop ortodox de rit vechi al Slavei.

## Biografie
Fiodor Fedea s-a născut la 24 februarie 1971 în satul natal, Carcaliu, unde și-a petrecut cea mai mare parte a copilăriei sale fericite. De la bunicul său a descoperit frumusețea lecturii și a cântării bisericii, iar împreună cu bunica sa Daria, mergea în fiecare an în pelerinaj la Mănăstirea Uspenia din Slava Rusă.
Învățământul secundar a continuat deja în Tulcea, în 1989 el a trecut cu succes examenele de bacalaureat și pe 11 septembrie același an a fost chemat în armată.
Revenind la 20 septembrie 1990 din armată, el s-a grăbit să-și îndeplinească dorința îndelungată și pe 17 octombrie a aceluiași an a intrat în mănăstirea bărbătească din satul Slava Rusă. Pe 4 decembrie, la sărbătoarea tronului din mănăstirea femeilor, episcopul Leonid Samoilea de Slava Rusă l-a hirotonit în recititori. Pe 17 martie 1992 a fost tuns în monahism cu numele Flavian. Tatăl său evanghelic a devenit arhidiaconul Leontie Izot. La 8 noiembrie 1992, de sărbătoarea patronală a Bisericii Marelui Mucenic Dimitrie din Salonic, în satul Slava Cercheză, Tulcea, a fost hirotonit diacon. La 9 martie 1997 a fost hirotonit ieromonah. La 5 iunie 2000, a fost ridicat la demnitatea de arhimandrit de către arhiepiscopul Sofronie Lipalit, iar la 5 iunie, mitropolitul Leontie Izot de Fântâna Albă și arhiepiscopul Sofronie au fost hirotonit episcop. La 24 iunie 2000, la Biserica Nașterea Domnului Ioan Botezătorul din satul Manuilovka, a fost ridicat la rangul de arhiepiscop.